# 土方雄隆
土方 雄隆（ひじかた かつたか）は、江戸時代前期の大名。陸奥窪田藩3代（最後の）藩主。官位は従五位下・山城守、伊賀守。

## 生涯
寛永19年（1642年）、2代藩主・土方雄次の次男として誕生。
病弱であった兄・雄信に代わり世子とされ、万治2年（1659年）に徳川家綱に拝謁し、延宝7年（1679年）11月27日の父の隠居により跡を継ぐ。正室は小出吉重娘。このとき、弟・雄賀に2000石を分与したため、1万8000石となる。同時に従五位下、山城守に叙任し、天和元年（1681年）に伊賀守に叙任する。
天和2年（1682年）、家臣の林氏の養子となっていた弟・貞辰を仮養子として跡を継がせようとしたが、国許の家臣は他家に入った貞辰ではなく、雄信の子の内匠に跡を継がせるように進言した。貞享元年（1684年）、雄隆はこれを受け入れて、内匠を養子にするために伴って参府したが、江戸の家臣は貞辰を推しており騒動となった。貞辰が幕府大目付に提訴し、また雄隆の側室の射殺事件が起き、そのため7月22日に改易となり封地は収公され、雄隆は越後国村上藩主・榊原政邦預かりとなった。貞辰は伊勢国久居藩主・藤堂高通預かりとなり、内匠は八丈島へ流罪となった。家臣の多くも処分され、騒動の仲裁を受けたがそのまま放置したとして雄隆の義弟・筑後国松崎藩主・有馬豊祐も改易処分となった。
元禄4年（1691年）に配所で死去した。享年50。
改易の4日後、弟・雄賀に雄隆の財産と江戸藩邸備蓄金5万両が与えられ、子孫は1700石の旗本として存続した。内藤政貞はこの雄賀の次男にあたる。